# Drapia
Drapia est une commune italienne de la province de Vibo Valentia dans la région Calabre en Italie.

## Administration
| Période                                  | Période | Identité | Étiquette | Qualité |
| ---------------------------------------- | ------- | -------- | --------- | ------- |
|                                          |         |          |           |         |
| Les données manquantes sont à compléter. |         |          |           |         |

### Hameaux
Brattirò, Carìa, Gàsponi, Sant'Angelo

### Communes limitrophes
Parghelia, Ricadi, Spilinga, Tropea, Zaccanopoli